# Henry Chinaski
Henry "Hank" Chinaski es un personaje ficticio protagonista de varias obras del escritor estadounidense Charles Bukowski.
Chinaski es un consumado antihéroe: alcohólico, misántropo, mujeriego, vagando de trabajo en trabajo y de mujer en mujer. Se trata, en gran medida, del alter ego de Bukowski, ya que en las novelas donde el protagonista es Chinaski, la gran mayoría de los acontecimientos son autobiográficos, coincidiendo además los rasgos de personalidad de ambos.
Es el protagonista de novelas como La senda del perdedor, Hollywood, Cartero, Factótum y Mujeres,  así como de muchos de los relatos de Bukowski. Además, es mencionado en otros tantos, aunque no llegue a aparecer.

## En la cultura popular
En 1987, Barbet Schroeder filmó la película Barfly, cuyo protagonista es Chinaski, y cuyo guion fue escrito por el propio Bukowski con orientación autobiográfica. La historia de la confección del guion y del rodaje del film se pueden leer en la novela de Bukowski Hollywood.
En 2005 se estrenó la película Factótum acerca de este personaje, protagonizada por Matt Dillon y dirigida por Bent Hamer.
Una canción del grupo de rock argentino Los Hijos de Claudia de 2013 se llama "Señor Chinaski", en referencia al personaje al decir: "señor Chinaski no para de beber".
Chinaski también es el nombre de una banda de la República Checa.
En 2022 la banda peruana Gordon Flash publica la canción "Chinaski".
- Datos: Q1091233